# Diadectes
Diadectes je rod vyhynulého obojživelníka (nebo primitivního amniotního plaza) blízce příbuzného vývojově pokročilejším plazům z období raného permu. Byl to jeden z mála býložravých obojživelníků.

## Popis

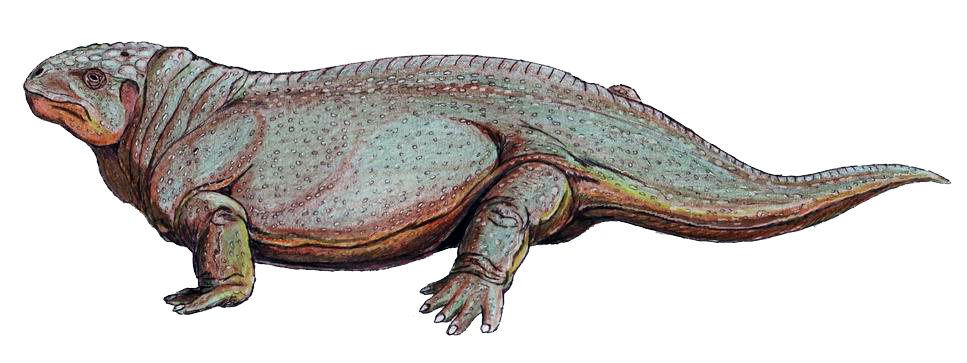
Rekonstrukce vzezření diadekta.

Diadectes byl poměrně mohutný živočich, byl 1,5 až 3 metry dlouhý a měl velmi silné lebeční kosti. Jeho končetiny byly krátké a robustní. Diadectes byl pravděpodobně plně suchozemský živočich.

## Paleobiologie
Diadectes vykazuje některé anatomické znaky, které jsou charakteristické pro obojživelníky a některé znaky, které jsou charakteristické pro primitivní plazy. Kostru má jako plaz, ale lebku má mnohem primitivnější. Mnozí vědci považují celou skupinu diadectomorpha za sestrerskou skupinu skupině amniota. Měl více typů zubů, které připomínali stoličky a řezáky. Byl schopen se živit tuhou i měkkou vegetací. Přestože se podobal spíše plazům a byl s nimi pravděpodobně i příbuzný, tak nemohl být jejich předkem, jelikož se plazi vyvinuli o 30 milionů let dříve.

## Objev
Diadectes byl formálně popsán americkým paleontologem Edwardem Drinkerem Copem roku 1878. Objeven byl na území Texasu. Dnes jsou jeho fosilní pozůstatky známé z mnoha míst Severní Ameriky. Fosilie příbuzných rodů jsou však známé i z Evropy.